# Orden de la Camáldula
La Congregación Camaldulense de la Orden de San Benito u Orden de la Camáldula (oficialmente en latín: Congregatio Camaldulensis Ordinis Sancti Benedicti), también conocida como Congregación camaldulense u Orden camaldulense, es una orden religiosa monacal de la Iglesia católica, miembro de la Confederación Benedictina
de la Orden de San Benito, que se rige por el modo de vida descrito en la Regla de San Benito según el modelo eremítico. A los monjes de esta rama benedictina se les conoce como benedictinos camaldulenses o simplemente como camaldulenses y posponen a sus nombres las siglas O.S.B.Cam.

## Historia

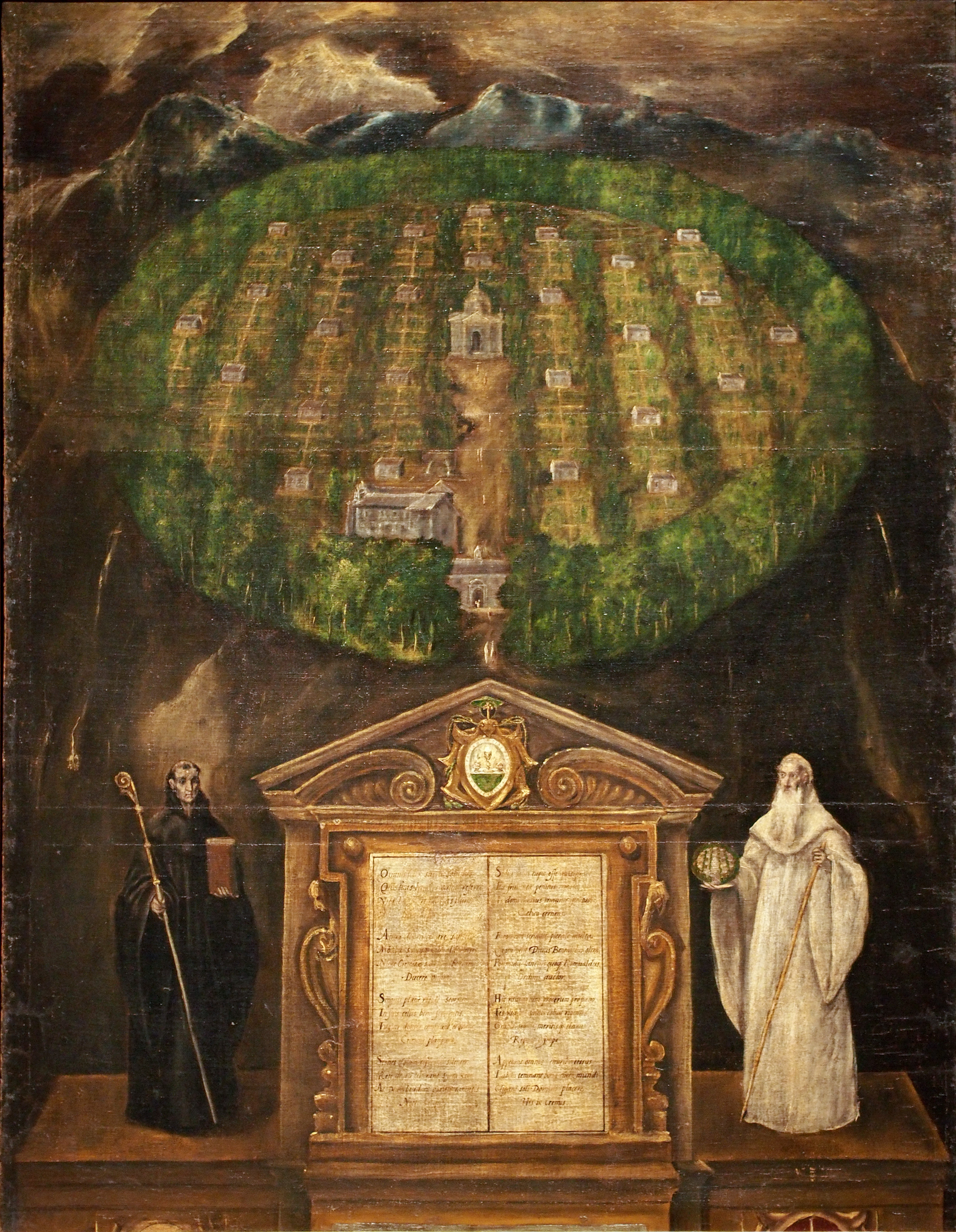
El Greco: Alegoría de los camaldulenses. A la izquierda, San Benito, a la derecha, San Romualdo. Museo del Colegio del Patriarca, Valencia.

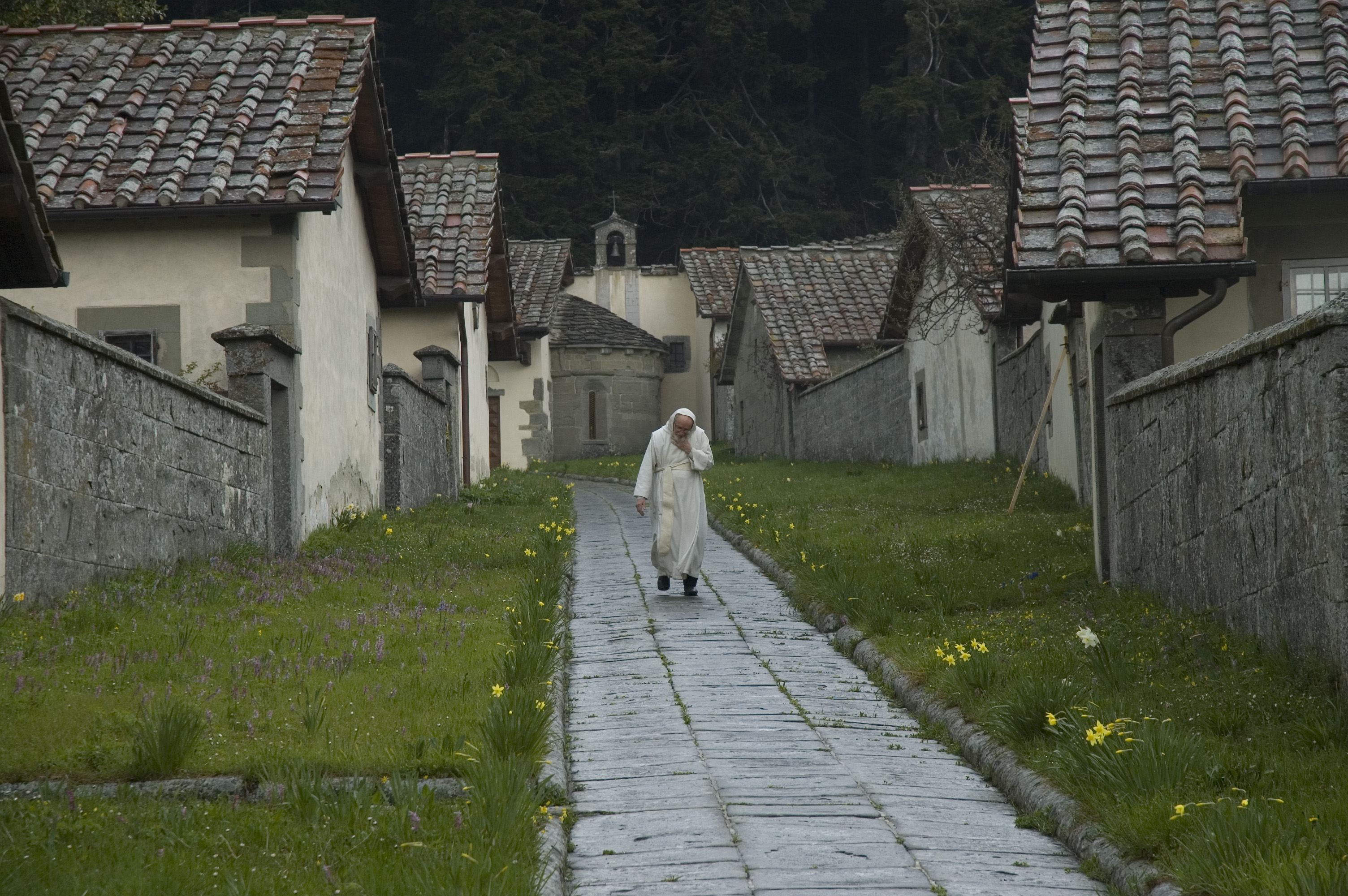
Un monje caminando entre las celdas en la
Ermita dei Camaldoli, en la Toscana italiana.

La Orden camaldulense es una rama reformada, por Romualdo, de la Orden de San Benito. Dicha reforma se estableció como congregación entre 1024 y 1025 en Camaldoli (en la actual localidad de Poppi) en el alto valle del Arno en la Toscana, Italia, de donde toma su nombre. La reforma pretendía renovar e integrar la tradición eremítica de la vida monástica con la tradición cenobítica. El espíritu de Romualdo se reflejó mejor en la comunidad de Camaldoli, que recibió confirmación papal de Alejandro II en 1072. Su regla de vida, basada en la de san Benito, fue escrita primero en 1080 por el cuarto prior, Rodolfo, quien modificó en algunos aspectos el rigor extremo de las prescripciones de Romualdo.
Al mismo Rodolfo se debe la fundación del primer monasterio femenino camaldulese hacia 1088 en la localidad de San Pietro di Luco (Italia).
En 1249, el monasterio de San Mattia (Murano) adoptó una mitigación de la regla que se extendió a otros monasterios, formando la Congregación de Murano, de tipo cenobítico. A partir de 1434 se dieron una serie de conflictos de intereses entre las dos congregaciones que acabaron, en 1513 y bajo el priorato de Ambrosio Traversario, con la unión efectiva de las dos, formando la Congregación del Sacro Eremitorio y de San Michele de Murano, que volvía a agrupar los eremitorios de Camaldoli y los monasterios dependientes de Murano, manteniendo estos algunos privilegios. En 1569, Pío V suprimió definitivamente la diferenciación de los monasterios, desapareciendo la congregación de Murano como ente jurídico.
El haber rebajado la vida rigurosa propuesta por Romualdo, hizo que a lo largo de la historia de los camaldulenses surgieran otros reformadores con la pretensión de retornar a los orígenes. Solo Pablo Justiniani logró su cometido, cuando, en 1520, inició una reforma de vida con la fundación de la ermita de Monte Corona, cerca de Perugia (Italia). Las pretensiones de Justiniani no eran separarse de la orden, sino retornar al espíritu fundacional, pero con la aprobación del papa León X para la fundación de nuevos monasterios, según el estilo de Monte Corona, se dio vida a la Compañía de los Eremitas de San Romualdo (más tarde cambiaron el nombre por Eremitas Camaldulenses de Monte Corona). Esta rama se independiza totalmente de Camaldoli el 7 de mayo de 1529.
En la actualidad las ramas que sobreviven son la de la Orden camaldulense original, que forma parte, desde 1965, de la Confederación Benedictina, la rama reformada de la Congregación de Eremitas Camaldulenses de Monte Corona y la rama femenina de las benedictinas camaldulenses, que forman una congregación de monasterios sui iuris.

## Organización

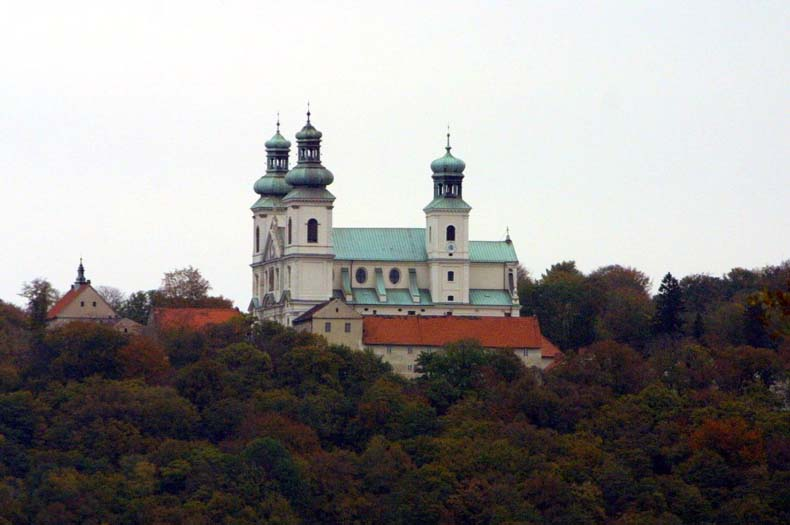
Priorato camaldulense de Bielany en Cracovia, Polonia.

La Orden camaldulense es un instituto formado por monasterios autónomos, unidos en una congregación que reconoce a Romualdo como padre reformador y la Ermita de Camaldoli, como casa madre y central. Cada monasterio tiene su propio abad y sin perder la autonomía, reconocen la autoridad de un prior general.
Los monjes camaldulenses se dedican a la vida contemplativa y al trabajo manual, siguiendo la máxima de la Regla de san Benito del ora et labora. Tienen por lema propio Ego vobis, vos mihi, que significa «yo soy para vosotros, vosotros sois para mi». A partir del Concilio Vaticano II han contribuido también al diálogo ecuménico e interreligioso, en especial modo con los judíos. En 2015, la congregación contaba con 104 monjes, de los cuales 59 eran sacerdotes, y 11 monasterios, presentes en Austria, Brasil, Estados Unidos, Francia, Hungría, India, Italia, Polonia Tanzania y Venezuela.

## Camaldulenses destacados

### Santoral

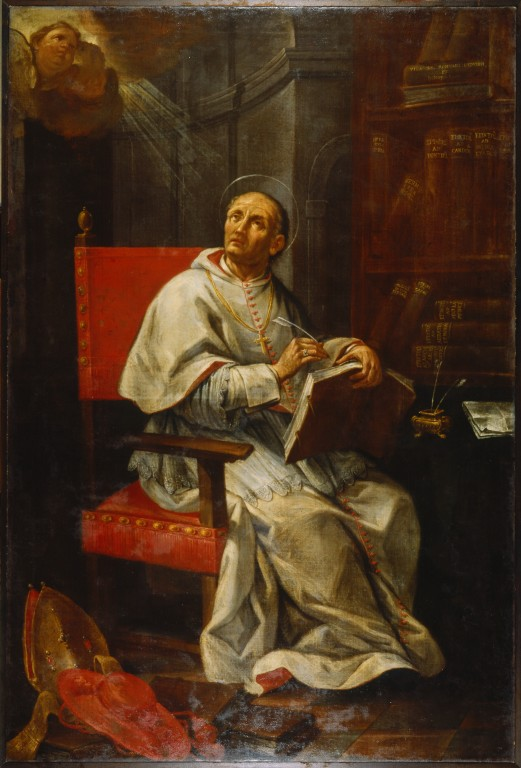
Pedro Damián (1007-1072) es uno de los camaldulenses más famosos de la historia, por haber colaborado con el cardenal Hildebrando (futuro Gregorio VII) en la reforma de la Iglesia del. Es venerado como santo en las iglesias cristianas que aceptan el culto de los santos.

- Romualdo (c.951–c.1025/27), santo, fundador de la Orden de la Camáldula, destacado impulsor del "asceticismo eremítico" durante el siglo XI. El papa Clemente VIII aprobó su culto inmemorial en 1585.[8]
- Bruno de Querfurt (970-1009), santo, uno de los primeros camaldulenses, al ingresar al monasterio tomó del nombre de Bonifacio. Fue misionero en Moravia Oriental, donde murió mártir de la fe católica.[9]
- Domingo Loricato (990-1060), santo, italiano, ingresó en el monasterio de Fonte Avellana bajo la tutela de Pedro Damián.[10]
- Pedro Damián (1007-1072), santo, cardenal de la Iglesia, obispo de Ostia y reformador de la vida monástica. Fue uno de los colaboradores del cardenal Hildebrando (futuro Gregorio VII). Es venerado como santo desde tiempo inmemorial, su culto fue confirmado en 1828 por el papa León XII y proclamado Doctor de la Iglesia por el mismo pontífice.[11]
- Juana de Bagno di Romagna (†1105), santa, monja del monasterio de Bagno di Romagna, canonizada en 1823, por el papa Pío VII.[12]
- Teobaldo de Provins, (1033-1066) santo, siendo de familia noble, de los condes de Champaña, abandonó los privilegios de su estado para entrar en la orden. Fue canonizado por el papa Alejandro II a solo 7 años después de su muerte.[13]
- Ambrosio Traversario (1386-1439), beato, abad humanista italiano de gran importancia en el Concilio de Basilea, que luego prosiguió -con parte de sus originales participantes- en el Concilio de Ferrara-Florencia.[14]
- Pablo Justiniani (1476-1528), beato, fundador de la Congregación de Monte Corona.[5]

### Otros
- Nicolò Malermi (1422-1481), autor de la primera traducción impresa al idioma italiano de la Biblia, en 1471.
- Graciano (+1158), padre de la canonística, profesor de Teología práctica en Bolonia.
- Bartolomeo della Gatta (1448-1502), pintor y miniaturista italiano.
- Fra Mauro, cartógrafo veneciano del siglo XV.
- Luigi Guido Grandi (1671-1742), matemático e ingeniero lombardo.
- Giovanni Maria Ortes (1713-1790), matemático, filósofo, compositor musical y economista veneciano.
- Bartolomeo Alberto Cappellari Pagani Gesa (1765-1846), quien tomó el nombre de Mauro al ingresar a la Camándula, fue el Papa n.º 254 de la Iglesia Católica, de 1831 a 1846, con el nombre de Gregorio XVI. No hubo ningún papa perteneciente al clero regular desde él hasta Francisco.